# محمد بيرم الثاني
محمد بيرم الثاني ولد في 28 أكتوبر 1748 في تونس العاصمة وتوفي في 23 أكتوبر 1831، هو عالم دين تونسي.

## السيرة الذاتية
هو ابن محمد بيرم الأول، وينتمي لعائلة أرستقراطية من أصل تركي من الأشراف (ينحدرون من نسل الرسول محمد ﷺ)، ووالدته هي ابنة الباش مفتي الحنفي حسين البارودي. 

تعلم محمد بيرم الفقه والحديث عن والده، والتجويد عن الشيخ محمد قربطاق، وبقية العلوم الدينية عن الشيخ صالح الكواش. 

خلف والده كإمام في جامع يوسف داي، ثم عمل كمدرس في جامعة الزيتونة. في 1778، عين كقاضي لمدينة تونس، قبل أن يعود للتدريس في 1780. 

بعد وفاة أخو جده عبد الكبير الشريف، ورث منصب نقيب الأشراف (أحفاد الرسول محمد ﷺ) في 1792. 

عينه حمودة باشا في 1801 لخلافة والده في منصب باش مفتي حنفي وبقي على رأس المجلس الشرعي حتى وفاته. نشر سلسلة من الكتب حول البعد التاريخي والنسبي للأحناف. يرتكز بكثرة على المذهب المالكي لإثبات فتاويه.

## مؤلفاته
- عقد الدر والمرجان في سلاطين آل عثمان
- تاريخ الأدب التونسي في العهدين المرادي والحسيني.
- عنوان الأريب عما نشأ بالبلاد التونسية من عالم أديب.
- أشهر ملوك الشعر والنثر.
- قلادة اللآل في نظم حكم رؤية الهلال، كتاب حول التقويم الهجري.

ألف كتيبا صغيرا حول تاريخ عائلته منذ قدومها إلى تونس رفقة أسطول سنان باشا، وكذلك عدة كتب فقهية حول وحدانية الله.

## مقالات ذات صلة
- محمد بيرم الأول
- محمد بيرم الثالث
- محمد بيرم الرابع
- محمد بيرم الخامس